# Risky Woods
Risky Woods est un jeu vidéo d'action/plates-formes développé par Zeus Software et Dinamic Software, et édité par Electronic Arts en 1992. Le jeu est sorti sur Amiga, Atari ST, DOS et Mega Drive.
Le jeu a été édité en langue espagnole par Dinamic, et cette version est très rare. La boite est différente de la version européenne éditée par Electronic Arts.

## Équipe de développement
- Game Design : Ricardo Puerto, Raúl López
- Musique : José Antonio Martín Tello
- Programmation additionnelle PC: Goyo Recuerdo, Asier Zbillaga
- Graphismes additionnels PC : Andreito Lobero, JuanMa Ripalda, Maite Rodrigues
- Programmation Mega Drive : Steve Wetherill
- Graphismes additionnels Mega Drive : James Savage
- Producteur : Víctor Ruiz Tejedor
- Producteur associé: John Roberts